# Javi Márquez
Javier "Javi" Márquez Moreno (ur. 11 maja 1986 w Barcelonie) – piłkarz hiszpański grający na pozycji środkowego pomocnika. Od 2018 roku jest zawodnikiem klubu Gimnàstic Tarragona.

## Kariera piłkarska
Swoją karierę piłkarską Márquez rozpoczął w klubie RCD Espanyol. W latach 2005–2009 występował w rezerwach tego klubu w rozgrywkach Tercera División (sezony 2005/2006 i 2008/2009) oraz Segunda División B (sezony 2006/2007 i 2007/2008). W 2009 roku awansował do kadry pierwszej drużyny Espanyolu. W Primera División zadebiutował 19 września 2009 w zwycięskim 3:2 wyjazdowym meczu z Deportivo La Coruña. W 65. minucie tamtego meczu zmienił Bena Sahara. 20 grudnia 2009 w domowym meczu z UD Almería (2:0) strzelił swojego pierwszego gola w hiszpańskiej pierwszej lidze. W Espanyolu występował do końca sezonu 2011/2012.
Latem 2012 roku Márquez został zawodnikiem RCD Mallorca. W Mallorce zadebiutował 18 sierpnia 2012 w wygranym 2:1 domowym meczu z Espanyolem.
| Sezon   | Klub                | Kraj              | Rozgrywki                    | Mecze | Bramki |
| ------- | ------------------- | ----------------- | ---------------------------- | ----- | ------ |
| 2005/06 | RCD Espanyol B      | Hiszpania         | Tercera División             | ?     | ?      |
| 2006/07 | RCD Espanyol B      | Hiszpania         | Segunda División B           | 27    | 1      |
| 2007/08 | RCD Espanyol B      | Hiszpania         | Segunda División B           | 21    | 3      |
| 2008/09 | RCD Espanyol B      | Hiszpania         | Tercera División             | ?     | ?      |
| 2009/10 | RCD Espanyol        | Hiszpania         | Primera División             | 15    | 1      |
| 2010/11 | RCD Espanyol        | Hiszpania         | Primera División             | 29    | 2      |
| 2011/12 | RCD Espanyol        | Hiszpania         | Primera División             | 9     | 0      |
| 2012/13 | RCD Mallorca        | Hiszpania         | Primera División             | 25    | 3      |
| 2013/14 | Elche CF            | Hiszpania         | Primera División             | 29    | 2      |
| 2014/15 | Granada CF          | Hiszpania         | Primera División             | 25    | 0      |
| 2015/16 | Granada CF          | Hiszpania         | Primera División             | 19    | 0      |
| 2016/17 | Granada CF          | Hiszpania         | Primera División             | 7     | 0      |
| 2017    | New York Cosmos     | Stany Zjednoczone | North American Soccer League | 29    | 6      |
| 2017/18 | Gimnàstic Tarragona | Hiszpania         | Segunda División             | 13    | 0      |
| 2018/19 | Gimnàstic Tarragona | Hiszpania         | Segunda División             | 24    | 1      |

## Kariera reprezentacyjna
W 2010 roku Márquez rozegrał jeden mecz w reprezentacji Katalonii.